# Sprengstofflager Truganina

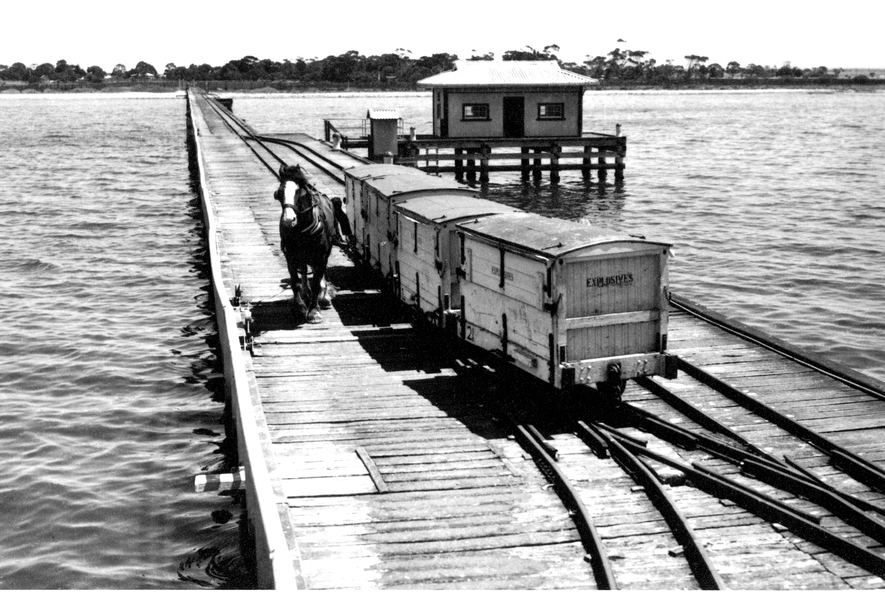
Pferdeeisenbahn am Schiffsanleger

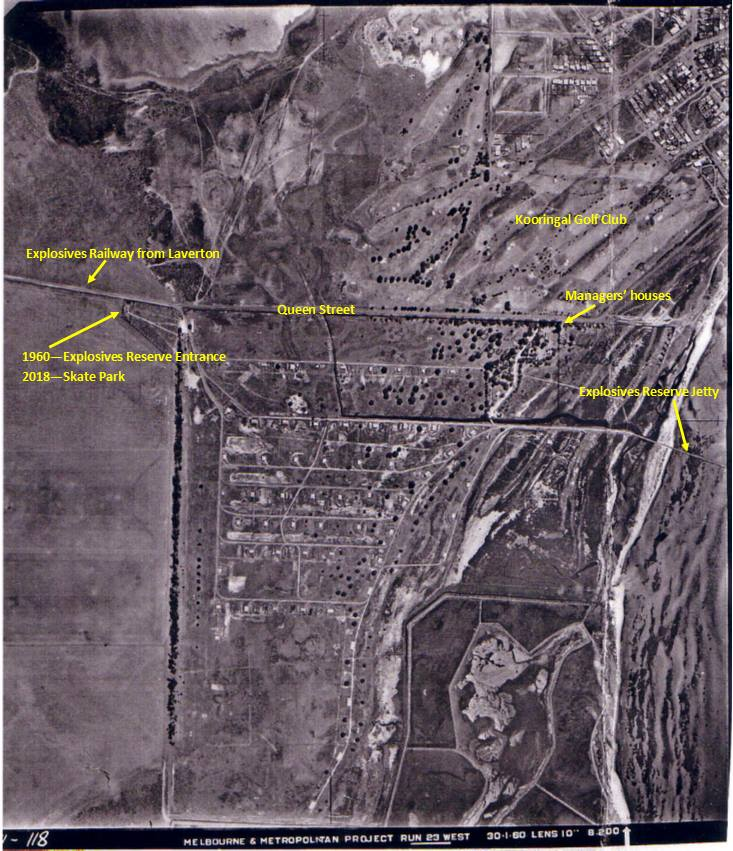
Luftaufnahme, 30. Januar 1960

Das Sprengstofflager Truganina  (englisch: Truganina Explosives Reserve) ist ein ehemaliges Gefahrstofflager bei Altona im australischen Bundesstaat Victoria. Es war in den Jahren 1901 bis 1962 in Betrieb, um hauptsächlich zivile Sprengstoffe für den Bergbau und das Bauwesen zu lagern. Zum Lager gehörten mehrere Lagerschuppen und ein Schiffsanleger, die über eine Schmalspur-Pferdeeisenbahn miteinander verbunden waren. Das Lager ist ähnlich wie das Dry-Creek-Sprengstofflager bei Port Adelaide ein Zeuge der Wirtschaftsgeschichte sowie des Transportwesens in Australien.

## Lage

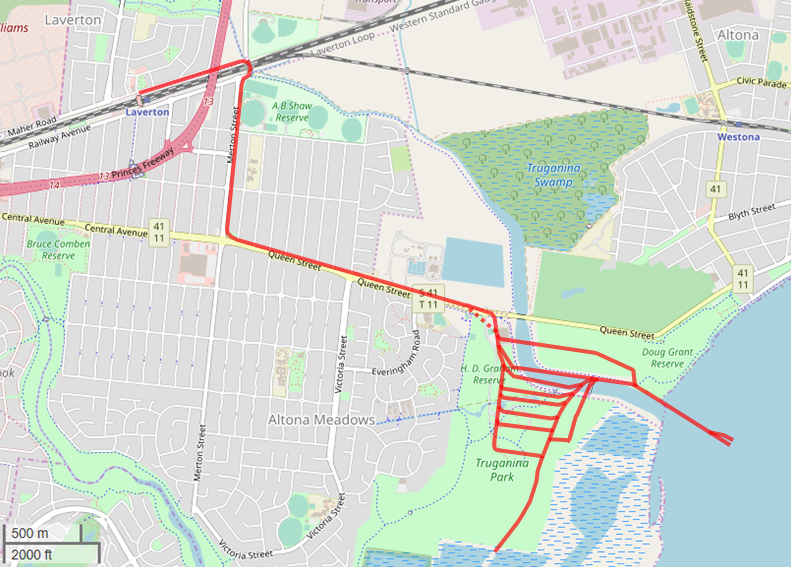
Streckenverlauf der ehemaligen Schmalspurbahn

Das Sprengstofflager Truganina in Altona liegt 16 Kilometer südwestlich von Melbourne und 8 Kilometer westlich von Williamstown an der Küste der Port Phillip Bay.

## Geschichte
Ab dem Jahr 1873 wurden in der Nobel-Sprengstofffabrik, der späteren Imperial Chemical Industries (ICI) und noch später Orica, im australischen Deer Park Sprengstoffe, hauptsächlich Gelignit und Dynamit, für Steinbrüche, Bergwerke sowie für den Straßen-, Eisenbahn-, Staudamm- und Tunnelbau hergestellt, um vom Import aus Großbritannien und Südafrika unabhängig zu sein. Diese Sprengstoffe wurden anfangs im eigens dafür entworfenen Jack’s Magazine entlang des Maribyrnong River oberhalb von Footscray gelagert, bevor sie in andere Teile Australiens oder nach Neuseeland, Neuguinea und die Pazifikregion verschifft wurden. Als die Bevölkerungszahl von Footscray zunahm, wurde nach einem abgelegeneren Ort für die Sprengstofflagerung gesucht. Im Jahr 1900 hatte Altona noch weniger als fünfzig Einwohner. Das Sprengstofflager Truganina, das weniger als vier Kilometer vom Bahnhof Laverton entfernt lag, wurde wegen seiner abgeschiedenen Lage an der Küste als geeigneter Standort für einen neuen Sprengstoffstandort ausgewählt. Ein im Jahr 1895 erlassenes Gesetz, der Viktorian Act 1456, der auch als der Powder Magazines Act von 1896 bekannt ist, ermächtigte den Gouverneur, 225 Hektar des ursprünglich George Thomas Chirnside gehörenden Landes gegen 256 Hektar Land minderer Qualität der Regierung von Victoria zu tauschen, um dort das Sprengstofflager zu errichten sowie eine Schmalspurbahnstrecke zu bauen und zu betreiben.

## Schmalspurbahn
| Pferdeeisenbahn, um 1954 |                     |                                 |                                 |
| Streckenlänge: | 2,7 km              |                                 |                                 |
| Spurweite: | 610 mm (2-Fuß-Spur) |                                 |                                 |
| Streckengeschwindigkeit: | 4,5 km/h            |                                 |                                 |
| |                     |                                 |                                 |
| \| \| 0 \| Bahnhof Laverton \| Bahnhof Laverton \| \| \| \| Geelong–Laverton–Melbourne \| \| \| \| \| Merton Street \| \| \| \| \| Queen Street \| \| \| \| \| Sprengstofflager Truganina \| \| \| \| \| Laverton Creek \| \| \| \| \| 493 m lange Pier[3] \| \| \| \| 2,7 \| Schiffsanleger am Ende der Pier \| Schiffsanleger am Ende der Pier \| \| \| \| Altona Bay \| \| |                     |                                 |                                 |
| Bahnhof quer (Strecke außer Betrieb) · Strecke von rechts (außer Betrieb) | 0                   | Bahnhof Laverton                | Bahnhof Laverton                |
| Bahnhof quer · Kreuzung geradeaus unten (Strecke geradeaus außer Betrieb) |                     | Geelong–Laverton–Melbourne      | Geelong–Laverton–Melbourne      |
| Strecke (außer Betrieb) |                     | Merton Street                   | Merton Street                   |
| Strecke (außer Betrieb) |                     | Queen Street                    | Queen Street                    |
| Bahnhof (Strecke außer Betrieb) |                     | Sprengstofflager Truganina      | Sprengstofflager Truganina      |
| Brücke über Wasserlauf (Strecke außer Betrieb) |                     | Laverton Creek                  | Laverton Creek                  |
| Strecke Anfang Hochstrecke (außer Betrieb) |                     | 493 m lange Pier                | 493 m lange Pier                |
| Kopfbahnhof Ende Hochstrecke (Strecke außer Betrieb) | 2,7                 | Schiffsanleger am Ende der Pier | Schiffsanleger am Ende der Pier |
| |                     | Altona Bay                      |                                 |

Die Schmalspurbahnstrecke mit einer Spurweite von 610 mm (2 Fuß) begann am Bahnhof von Laverton und führte entlang der heutigen Merton Street und der heutigen Queen Street durch das Sprengstofflager Truganina zu einem Steg in der Altona Bay. Sie hatte acht parallel zur Hauptstrecke verlaufende Nebengleise sowie einen Schuppen und Abstellgleise am Bahnhof Laverton.
Sprengstoffe wurden mit den staatlichen Victorian Railways von der Fabrik in Deer Park zum Bahnhof Laverton geliefert. Dort wurde der Sprengstoff in einer Menschenkette aus den Eisenbahnwagen in von Pferden gezogene Schmalspurwagen umgeladen. Mit Clydesdale-Kaltblutpferden wurden die Schmalspurbahnwagen dann mit einer Geschwindigkeit von etwa 4,5 km/h zum Sprengstofflager gezogen. Die Gesamtlänge der Schmalspurbahn betrug 2,7 km (133 Chains). Die Schmalspurbahnstrecke war bis 1936 in Betrieb, als der Bahnbetrieb durch den Straßentransport ersetzt wurde. Nach ihrer Ankunft im Sprengstofflager wurden die Sprengstoffe in den Pulvermagazinen gelagert, bis sie zum Weitertransport in Schiffe verladen wurden. Pro Tag wurden neun Sprengstofftransporte mit jeweils 200 Sprengstoffkisten à 50 Pfund (22,7 kg) durchgeführt. Dazu wurden neun Pferde und 43 Loren eingesetzt.
Wenn der Sprengstoff in andere Häfen verschifft werden sollte, wurden die Sprengstoffkisten mit der Schmalspurbahn zu an der 493 m langen Pier festgemachten Leichtern gebracht. Die speziell konstruierten motorlosen Schiffe wurden von Schleppern vom Anlegesteg zu ihren Liegeplätzen bei Williamstown geschleppt. Von dort brachten die Leichter ihre Ladung auf Spezialschiffe, die an besonders verankerten Sprengstoff-Bojen in der Port Phillip Bay festgemacht wurden.

## Magazine
Jedes Magazin hatte eine Größe von etwa 9 mal 5,5 Metern und konnte 20 Tonnen Sprengstoff lagern. Die Magazine waren möglichst leicht gebaut, um Schäden durch herumfliegende Splitter zu minimieren. Die Wände der Magazine waren aus Backstein gemauert. Die Holzkonstruktion der Ziegeldächer war nicht mit den Wänden verschraubt, sondern nur lose aufgelegt und von der Schwerkraft niedergehalten. Dadurch sollte im Falle einer Explosion der Schaden am Gebäude möglichst gering ausfallen.
Der Sprengstoff war auf luftdurchlässigen Regalbrettern gestapelt, sodass jederzeit Luft um die Kisten zirkulieren konnte. Die Holzkisten für Sprengstoff wurden mit Messingnägeln oder Schwalbenschwanzverbindungen hergestellt, um die Möglichkeit von Funkenbildung zu minimieren. Jedes Pulvermagazin war an drei Seiten von einem großen Erdwall umgeben, wobei die offene Seite den von Arbeitern genutzten Gebieten abgewandt war. Diese Erdwälle waren so konstruiert, dass sie die Arbeiter und ihre Familien gegebenenfalls vor Explosionen geschützt hätten. Für den Fall einer Explosion waren die Hügel so angelegt, dass sie die Wirkung gedämpft, die Druckwelle und Splitter nach oben und seewärts abgelenkt hätten und den Schaden eingedämmt hätten.

## Betrieb

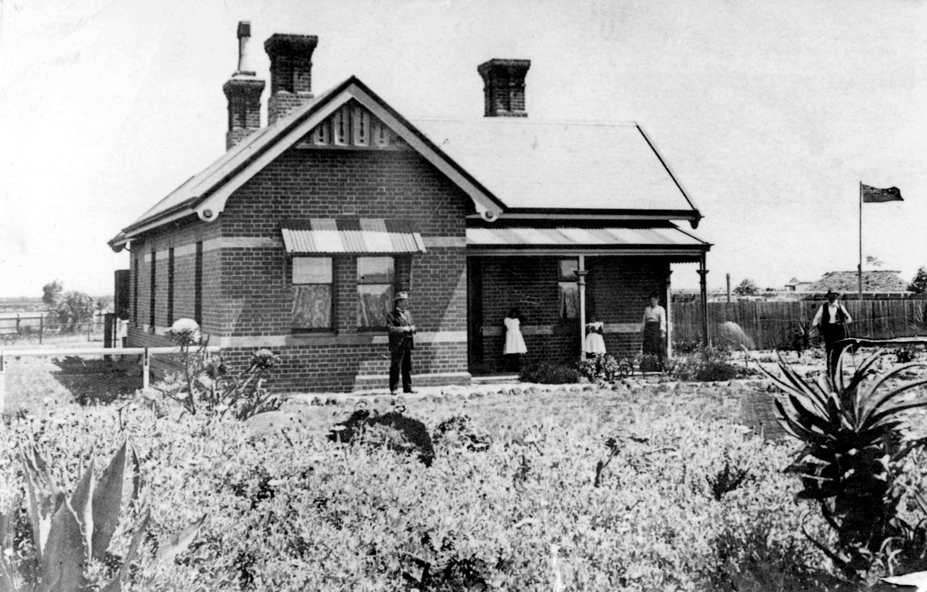
Gebäude des Aufsehers um 1915

Die Verwaltung des Sprengstofflagers und der Betrieb der Schmalspurbahn unterlag dem Handels- und Zollkommissariat. Das von einem zweieinhalb Meter hohen verzinkten Wellblechzaun umgebene Gelände wurde am 1. Mai 1901 offiziell eröffnet. Die sorgfältige Handhabung, Beförderung und Lagerung des Sprengstoffs war von größter Wichtigkeit, um die Sicherheit für die Mitarbeiter und Anwohner zu gewährleisten. Mitarbeiter, die mit dem Sprengstoff umgehen mussten, wurden angewiesen, Lederschürzen zu tragen, um ihre Kleidung zu schützen, und Segeltuch-Überschuhe zu tragen, um Funkenbildung zu vermeiden. Stiefel mit genagelten Ledersohlen wurden als zu gefährlich angesehen, weil möglicherweise Funken aus den Stiefeln geschlagen worden wären, die eine Explosion hätten auslösen können.
Um das Jahr 1950 hatte die Sprengstofflagerung in Altona ihren Höhepunkt erreicht. Einundsechzig Magazine waren in Betrieb. Davon wurden 52 von der Nobel Industries Limited, der späteren ICI Australia, genutzt und neun von der Regierung. Insgesamt wurden 36 Mitarbeiter in dem Sprengstofflager beschäftigt. In dieser Zeit wuchs die Einwohnerzahl von Altona auf 4000. Daher wurden das Risiko der Sprengstofflagerung in Altona hinterfragt und alternative Standorte bewertet. Am 11. Mai 1962 wurde das Hilfssegelschiff Failie als letztes im Sprengstofflager Truganina beladen und alle verbliebenen Sprengstoffe wurden in ein neu errichtetes Sprengstofflager nach Point Wilson überführt. Die erste Lieferung von Point Wilson fand am 25. Mai 1962 statt.
Nach der Schließung des Sprengstofflagers Truganina im Jahr 1962 verkaufte die Regierung von Victoria den größten Teil des Landes, behielt aber 16 Hektar für die damalige staatliche Arbeitsschutzbehörde für Versuche und Demonstrationen zur Zerstörung von gefährlichen Gütern.  Bis 1994 wurden dorthin die nicht mehr benötigten oder nicht mehr einsatzfähigen Sprengstoffe aus dem gesamten Gebiet von Victoria gebracht, um sie in einem dortigen Bunker fachgerecht zu zerstören. Im Jahr 1976 wurden 0,8 Hektar der 16 Hektar an die staatliche Umweltschutzbehörde für die Verwendung als Fahrzeug-Teststation übertragen. Diese Verwendung endete im Juni 1999. Im Juni 2000 beauftragte die Regierung von Victoria den Stadtrat von Hobsons Bay, das ehemalige Sprengstofflager Truganina in ihrem Auftrag als Park zu verwalten.

## Unfälle und Vorkommnisse
Es gab während des Betriebes keine nennenswerten Unfälle. Die Ställe im Sprengstofflager Truganina wurden 1904 vermutlich vorsätzlich von einem Landstreicher niedergebrannt. Die verdächtige Person wurde aber wegen mangelnder Beweise nicht verhaftet.
Als am 9. April 1946 ein Munitions-Leichter während eines Sturms auf Grund gelaufen war, wurde befürchtet, dass er explodierte. Er war mit 300 Tonnen Munition, hauptsächlich Granaten, beladen. Die Munition konnte bei Ebbe wegen des Seetangs und der Weichheit des Sandes nicht auf Lastwagen entladen werden. So wurde versucht, den Leichter bei Flut durch Schlepper ins Meer zurückzuschleppen.

## Landschafts-, Kultur- und Denkmalschutz

### Pflanzen und Tiere
Gebiete mit einheimischer, exotischer und salzhaltiger Vegetation und die Hügel des Restdünensystems bilden  eine Landschaft mit unterschiedlichen Eigenschaften, die zeitlos erscheint. Der hohe Metallzaun hat das Gelände vor menschlichem Zutritt geschützt, so dass das Land seit mehr als 100 Jahren weitgehend ungestört ist, und sich dadurch ein natürliches, einheimisches Ökosystem entwickelt hat. Im Sprengstofflager leben drei Vogelarten von lokaler Bedeutung, der Weißbauch-Seeadler, der Rotrückenreiher und die Ypsilonwachtel. Das Lager beherbergt auch vier Fledermausarten, acht weitere Arten von Säugetieren und zwei Arten von Reptilien.

### Vor- und Frühgeschichte
Bei archäologischen Untersuchungen auf dem Grundstück wurden viele Steinartefakte einschließlich Ambossen, Hammersteinen und Äxten mit geschliffenen Klingen ausgegraben, die darauf hinweisen, dass das Land im Küstengebiet seit etwa 6500 Jahren von Aborigine-Stämmen bewohnt wurde. Auf dem Grundstück wurden auch Überreste der Besiedlung durch die Ureinwohner gefunden, die zusammen mit den Artefakten zeigen, dass das Gebiet als Lagerplatz genutzt wurde. Das Gebiet ist Teil des traditionellen Landes des Yalukit-Willam-Clans, der in den Küstengebieten siedelte, die sich von den Nordufern von Port Phillip bis Wilson’s Promontory erstrecken. Über den Lebensstil des Yalukit-Willam-Clans ist nur wenig bekannt. Der Wurrundjeri Tribe Land Compensation Council und der Council of Cultural Heritage kümmern sich um das kulturelle Erbe in der Region.

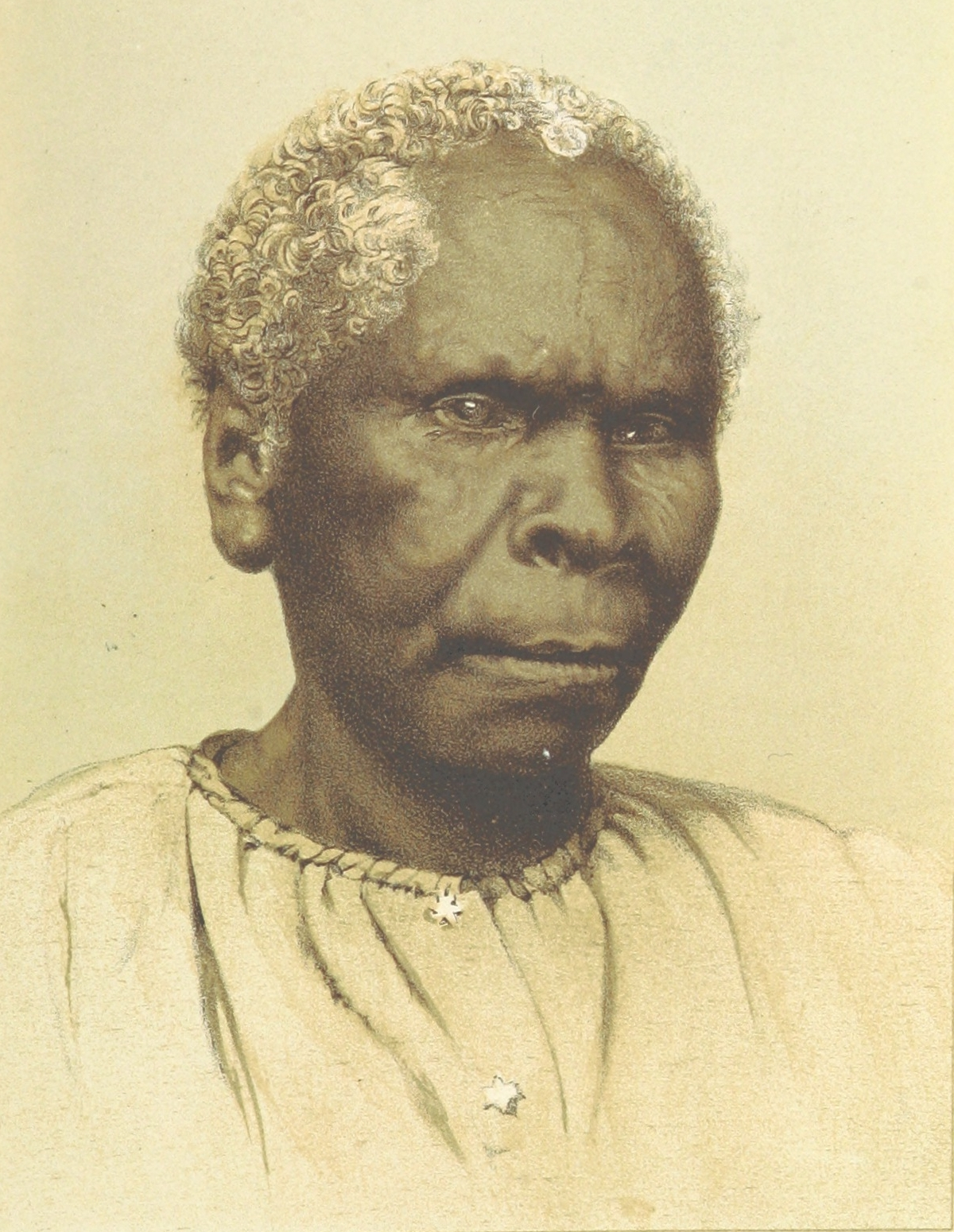
Truganini, 1870

Der Name des Sprengstofflagers leitet sich von Truganini (1812–1876) ab, die lange als die letzte wirkliche Tasmanierin galt. Sie war eine Tochter des Stammesältesten Mananga der Aborigines von Bruny Island.

### Gebäude
Das Sprengstofflager Truganina ist unter Hermes-Nummer 70270 im Victorian Heritage Database Report aufgelistet. Die 16 Hektar großen Salzwiesen und alten Sanddünen haben einen hohen Erhaltungswert und sind Standort von seltenen Tier- und Pflanzenarten. Das Gelände ist weiterhin in staatlichem Besitz und wurde für die Auflistung im Victorian State Heritage Register nominiert. Das Gebäude des Aufsehers (Keepers Quarters residence) ist bereits als lokales Erbe von des Hobsons Bay City Council gelistet.

### Schmalspurbahn
Von der ehemaligen Schmalspurbahn ist wenig erhalten. Der einzige sichtbare Teil der Strecke ist auf der Südseite des Sprengstofflagers zu sehen, wo sie von einem Tor aus in einem Bogen in Richtung Anlegestelle verläuft. Hier gibt es in einem an der Gleiskurve errichteten Betonkanal noch Schienen mit der Prägung „WIW Australia“ und einem Kronensymbol, möglicherweise dem Warenzeichen der Commonwealth Steel Company, deren Waratah Iron Works viele Eisenbahnen belieferten. Die Trasse verschwindet dort unter den Erdarbeiten für einen neuen Fußgängerweg.
Während Straßenbauarbeiten an der nordöstlichen Ecke der Queen Street und der Merton Street kam der Bahndamm aus Blaustein-Schotter zum Vorschein. An dieser Stelle führte die Schmalspurbahnstrecke wohl mit einem geeigneten Kurvenradius über das an der Ecke gelegene Grundstück. Ein weiterer Abschnitt des Fahrweges ist in der Nähe der Furt westlich der Merton Street erhalten, wiederum nur als der Erddamm, der von der Zufahrt zum Bahnhof Laverton nach Westen abbiegt und teilweise mit einem modernen Radweg überbaut ist. In diesen beiden Abschnitten und anderen Abschnitten der Strecken innerhalb des Sprengstofflagers fehlen die Schienen und Schwellen, aber Schotter und wenige Metallteile sind noch zu sehen. Die Streckenabschnitte innerhalb des Sprengstofflagers sind entweder vergraben oder überwuchert.